# 南砺市立福光西部小学校
南砺市立福光西部小学校（なんとしりつ ふくみつせいぶしょうがっこう）はかつて富山県南砺市に存在した公立小学校。

## 概要
1974年（昭和49年）に2つの小学校が統合されて開校し、当初は94人の在校生がいたが、2009年には23人までに減少。それに加えて校舎の耐震補強問題などもあったため、福光中部小学校と統合となった。
当校は南砺市ならびに富山県の西端部の山間部に位置し、校区が医王山に連なる山地を隔てて金沢市に隣接していたため、金沢市立医王山小学校や金沢市立三谷小学校と交流活動を行っていた。

## 沿革
- 1974年（昭和49年）4月：砂子谷小学校と土山小学校（いずれも福光町立）が統合し、福光町立西部小学校として開校。
- 1977年（昭和52年）4月 : 福光町立福光西部小学校に改称。
- 2004年（平成16年）11月：市町村合併に伴い、南砺市立福光西部小学校に改称。
- 2009年（平成21年）4月：南砺市立福光中部小学校に統合され廃校となる。校舎は同年中に取り壊された[2]。

## 進学先
- 南砺市立福光中学校(旧福光町立福光中学校)

## 通学区域
人母、高窪、砂子谷、湯谷、蔵原、土山、小又、能美